# Urban-Cycling-Weltmeisterschaften 2021
Die Urban-Cycling-Weltmeisterschaften 2021 fanden vom 4. bis 8. Juni in der Sud de France Arena bei Montpellier statt. Es war die vierte Veranstaltung dieses Namens. Im Jahr zuvor waren die Weltmeisterschaften aufgrund der COVID-19-Pandemie ausgefallen. Sie wurden von der in Montpellier ansässigen Firma Hurricane organisiert, die im Auftrag der UCI auch den Freestyle-Weltcup organisiert. Aufgrund der weiterhin bestehenden Restriktionen fanden die Wettkämpfe unter Ausschluss der Öffentlichkeit statt. Außerdem mussten die Wettbewerbe im BMX-Freestyle und im Trial getrennt werden; letztere fanden unter dem Namen UCI-Trial-Weltmeisterschaften 2021 im September des Jahres im katalonischen Vic statt.

## Beteiligung
Es waren 19 Länder vertreten, und zwar:
- aus Europa: Deutschland, Frankreich, Großbritannien, Italien, Kroatien, Lettland, Niederlande, Österreich,  Russland, Schweiz, Slowakei, Spanien, Tschechien
- aus Amerika: Costa Rica, Venezuela, Vereinigte Staaten
- aus Asien: Indonesien, Japan
- aus Ozeanien: Australien

Die russischen Athleten traten unter der Bezeichnung Russian Cycling Federation (RCF) an.

## BMX-Freestyle
In der Disziplin Park hatte jeder Finalist zwei Versuche, von denen der bessere zählte. Im Flatland hatte jeder Finalist einen Versuch. Die Wettbewerbe im Park zählten für die Qualifikation zu den Olympischen Spielen 2020.

### Park Männer
| Platz | Fahrer          | 1. Lauf | 2. Lauf |
| ----- | --------------- | ------- | ------- |
| 1     | Logan Martin    | 94,70   | 93,30   |
| 2     | Daniel Sandoval | 92,96   | 06,60   |
| 3     | Marin Ranteš    | 82,00   | 90,90   |
| 4     | Justin Dowell   | 89,30   | 89,56   |
| 5     | Nick Bruce      | 43,40   | 89,42   |
| 6     | Joshua Matthews | 74,40   | 85,70   |
| 7     | Rimu Nakamura   | 38,00   | 85,08   |
| 8     | Ben Wallace     | 76,80   | 82,40   |
| 9     | Declan Brooks   | 70,60   | 00,00   |
| 10    | Jaie Toohey     | 14,40   | 60,60   |
| 11    | Brandon Loupos  | 39,00   | 07,20   |
| 12    | Irek Risajew    | DNS     | DNS     |

Datum: 5. Juni (Qualifikation), 6. Juni (Halbfinale), 7. Juni (Finale)
Es traten 42 Teilnehmer aus 18 Ländern an. Sie bestritten zunächst eine Qualifikationsrunde, bei der die besten 24 weiter kamen. Im Halbfinale wurden die 12 Finalteilnehmer ermittelt. Logan Martin gewann nach 2017 seinen zweiten Titel.

### Park Frauen
| Platz | Fahrerin               | 1. Lauf | 2. Lauf |
| ----- | ---------------------- | ------- | ------- |
| 1     | Hannah Roberts         | 91,90   | 35,60   |
| 2     | Nikita Ducarroz        | 90,30   | 65,80   |
| 3     | Charlotte Worthington  | 83,30   | 88,90   |
| 4     | Perris Benegas         | 46,00   | 85,80   |
| 5     | Chelsea Wolfe          | 80,00   | 54,80   |
| 6     | Angie Marino           | 75,20   | 78,10   |
| 7     | Magalie Pottier        | 66,40   | 66,90   |
| 8     | Walerija Ljubimowa     | 65,60   | 60,50   |
| 9     | Jelisaweta Possadskich | 59,60   | 59,14   |
| 10    | Jekaterina Kruglowa    | 52,90   | 43,80   |
| 11    | Kenza Chaal            | 46,20   | 49,00   |
| 12    | Lara Lessmann          | DNS     | DNS     |

Datum: 5. Juni (Qualifikation), 7. Juni (Finale)
Es gingen 19 Fahrerinnen aus 8 Ländern an den Start. Die besten 12 der Qualifikation kamen ins Finale. Hannah Roberts gewann ihren dritten Titel. Lara Lessmann stürzte im Training und konnte das Finale nicht mehr antreten.

### Flatland Männer
| Platz | Fahrer               | Ergebnis |
| ----- | -------------------- | -------- |
| 1     | Matthias Dandois     | 93,83    |
| 2     | Moto Sasaki          | 92,00    |
| 3     | Alexandre Jumelin    | 88,33    |
| 4     | Matthieu Bonnecuelle | 82,00    |
| 5     | Matt Wilhelm         | 79,00    |
| 6     | Varo Hernández       | 77,83    |
| 7     | Terry Adams          | 76,67    |
| 8     | Lee Musselwhite      | 75,47    |

Datum: 6. Juni (Qualifikation), 7. Juni (Halbfinale), 8. Juni (Finale)
Es gab 20 Teilnehmer aus 8 Ländern. Die Qualifikation reduzierte das Feld auf 12 Fahrer, im Halbfinale wurden die acht Finalteilnehmer ermittelt. Der Sieger von 2019, Dominik Nekolný, war nicht am Start, Matthias Dandois und Moto Sasaki konnten sich um je einen Platz verbessern und holten Gold und Silber.

### Flatland Frauen
| Platz | Fahrerin            | Ergebnis |
| ----- | ------------------- | -------- |
| 1     | Irina Sadovnik      | 88,33    |
| 2     | Julia Preuss        | 80,67    |
| 3     | Céline Vaes         | 69,00    |
| 4     | Jekaterina Kruglowa | 61,67    |

Datum: 6. Juni (Qualifikation), 8. Juni (Finale)
Es gab 5 Teilnehmerinnen aus 4 Ländern. In der Qualifikation wurden die vier Finalistinnen ermittelt. Irina Sadovnik verteidigte erfolgreich ihren Titel von 2019.

## Medaillenspiegel
| Platz  | Land               | Gold | Silber | Bronze | Gesamt |
| ------ | ------------------ | ---- | ------ | ------ | ------ |
| 1      | Vereinigte Staaten | 1    | 1      | 0      | 2      |
| 2      | Frankreich         | 1    | 0      | 2      | 3      |
| 3      | Australien         | 1    | 0      | 0      | 1      |
| 3      | Österreich         | 1    | 0      | 0      | 1      |
| 5      | Deutschland        | 0    | 1      | 0      | 1      |
| 5      | Japan              | 0    | 1      | 0      | 1      |
| 5      | Schweiz            | 0    | 1      | 0      | 1      |
| 8      | Großbritannien     | 0    | 0      | 1      | 1      |
| 8      | Kroatien           | 0    | 0      | 1      | 1      |
| Gesamt | Gesamt             | 4    | 4      | 4      | 12     |